# Травкин, Николай Ильич
Никола́й Ильи́ч Тра́вкин (род. 19 марта 1946, деревня Новоникольское, Шаховской район, Московская область) — российский политический деятель. В прошлом — член Координационного совета Межрегиональной депутатской группы Съезда народных депутатов СССР (1989—1991), один из учредителей Гражданского союза (1992—1993), секретарь президиума федерального политсовета СПС по региональной политике (2005—2006), депутат Государственной Думы нескольких созывов. Герой Социалистического Труда (1986).

## Биография
Окончил Клинский строительный техникум и физико-математический факультет Коломенского педагогического института (заочно).
После службы в армии работал в Главмособлстрое и Гидромонтаже. Возглавлял трест «Моссельстрой № 18» в г. Волоколамске.
Является инициатором «коллективного подряда» в сельском гражданском строительстве — метода организации работ, основанного на договорных отношениях между заказчиком и подрядчиком и пропагандировавшегося как новаторский в первой половине 1980-х годов.
Был главой администрации Шаховского района Московской области; избирался депутатом Московского областного Совета народных депутатов, народным депутатом СССР, членом Верховного Совета СССР, народным депутатом РСФСР.
Состоял в КПСС (1981—1989).
В 1990 году создал Демократическую партию России (ДПР). Представлял ДПР как один из учредителей Гражданского союза в 1992 году (наряду с Аркадием Вольским и Александром Руцким).
В 1990 году избран народным депутатом РСФСР от Вишняковского территориального округа, после референдума 25 апреля 1993 года сложил депутатские полномочия.
С 1991 по 1996 год (с небольшими перерывами) работал главой администрации Шаховского района Московской области.
В 1993 году киностудией «Леннаучфильм» был снят научно-популярный фильм «Аграрная реформа Николая Травкина» (режиссёр-оператор Виктор Петров)
12 декабря 1993 года избран депутатом Государственной Думы по списку ДПР.
С 29 апреля 1994 года по 10 января 1996 года — член Правительства Российской Федерации, министр без портфеля.
В 1995 году избран депутатом Государственной Думы 2 созыва (фракция НДР).
В 1999 году избран депутатом Государственной Думы третьего созыва (список «Яблоко»), перейдя затем во фракцию СПС.
В 2005 году избран секретарём президиума федерального политсовета СПС по региональной политике, был на этом посту до апреля 2006.
C 2006 года — член президиума Российского народно-демократического союза; поддержал кандидатуру Сергея Собянина на выборах мэра Москвы 2013 года.
Был советником председателя партии «Альянс зелёных».
В настоящее время — пенсионер.

## Личная жизнь
Женат. Есть сын Михаил.

## Награды
- Герой Социалистического Труда (1986)
- Орден «За заслуги перед Отечеством» III степени (20 марта 1996) — за заслуги перед государством и последовательное проведение экономических реформ[7]
- Орден Ленина (1986)
- Орден Трудового Красного Знамени
- Почётная грамота Правительства Российской Федерации (18 марта 1996) — за большой личный вклад в становление и развитие местного самоуправления в Российской Федерации и многолетний добросовестный труд[8]

## Сочинения
- Травкин Н. И., Сергеев А. Ф. Сила коллективного подряда : [На примере треста «Мособлсельстроя» N 18] — М. : Стройиздат, 1987. — 151,[2] с. : ил.
- Лукин В. П., Травкин Н. И. «Яблоко» объясняет и рекомендует. — М., 1999. — 46, [2] с. ISBN 5-89069-017-5
- Наш бумеранг, вперёд лети… О народе, власти и государстве Российском : фейсбучные хроники. — М. : Delibri, 2019. — 224, [1] с. ISBN 978-5-4491-0480-9